# Трёхполье
Трёхпо́лье, или трёхпо́лка, — система севооборота с чередованием, например, пара, озимых и яровых культур. Применялась в крестьянских хозяйствах России и других стран с древнейших времён.

Трёхпольная система с гребневыми и бороздчатыми полями. Жёлтое поле сверху слева засеяно пшеницей или рожью. Коричневое поле сверху справа оставлено под паром. Светло-жёлтое поле снизу справа засеяно овсом или бобовыми.

На смену паровому трёхполью пришло многополье, как более эффективная форма рациональной организации землепользования. Система трёхполья получила своё распространение в эпоху Каролингов. Система трёхполья делала землю более плодородной и повышала урожайность.
Система трёхполья пришла на смену двуполью (подсечно-огневое земледелие и перелог), так как трёхполье более экономически выгодно.
В России (и сопредельных государствах) времён феодализма применялся, как правило, трёхпольный севооборот с чередованием культур: пар, озимые (рожь или пшеница), яровые (овёс, ячмень, горох, гречиха, просо). Трёхполье носило ярко выраженное зерновое направление, с абсолютным доминированием хлебных (в озимых полях) и крупяных (в яровых полях) культур. Оно обязательно сочеталось с животноводством, кормовой базой для которого служили естественные луга и гумённые корма. Почвенное плодородие восстанавливалось в паровом поле, куда вносили навоз и несколько раз за лето обрабатывали для уничтожения сорняков и накопления влаги. Осенью в пару высевали озимые (в России в основном рожь), после них яровые, использовавшие последействие навозного удобрения. По мере распашки лугов пар, зараставший сорняками, в первую половину лета использовался как пастбище, обработку его откладывали на вторую половину лета. В этих условиях трёхполье не могло обеспечить устойчивые урожаи. Посев озимых после яровых культур в большинстве стран Европы был редкостью, поскольку календарные сроки посева первых и уборки вторых в Европе (кроме Средиземноморья) совпадают, а в северных районах озимые сеют ещё раньше. С развитием капиталистических отношений в сельском хозяйстве трёхполье постепенно заменялось паро-пропашными и плодосменными севооборотами. В России многопольные севообороты стали появляться только к началу XX века, хотя замена паров высевом трав (клевер и вико-овсяная смесь) широко применялась уже в последней четверти XIX века.